# Лев Толстой (фільм, 1984)
«Лев Толстой» (рос. «Лев Толстой») — радянсько-чехословацький художній фільм 1984 року. Складається з двох частин: «Безсоння» і «Відхід».

## Сюжет
Глядач зустрічається з російським письменником в останні роки його життя (1908—1910), проте спогади Льва Толстого повертають нас і до подій його молодості, і до пори рішучого і пристрасного перелому в його поглядах. Фінал — трагічний відхід з Ясної Поляни і смерть, що стала початком безсмертя.

## У ролях
| Актор               | Роль                                          |
| ------------------- | --------------------------------------------- |
| Сергій Герасимов    | граф Лев Толстой                              |
| Тамара Макарова     | його дружина Софія Андріївна                  |
| Борживой Навратіл   | лікар і сподвижник Толстого Душан Маковицький |
| Олексій Петренко    | видавець і друг Толстого Володимир Чертков    |
| Марина Устименко    | дочка Тетяна Львівна                          |
| Катерина Васильєва  | дочка Олександра Львівна                      |
| Ян Янакієв          | син Сергій Львович                            |
| Віктор Проскурін    | син Андрій Львович                            |
| Микола Єременко     | піаніст, композитор [Олександр Гольденвейзер  |
| Олексій Шмаринов    | секретар Черткова Олексій Сергієнко           |
| В'ячеслав Баранов   | секретар Толстого Валентин Булгаков           |
| Марина Гаврилко     | сестра Толстого, черниця Марія Миколаївна     |
| Юрій Михайлов       | начальник станції Астапово Іван Азолін        |
| Ольга Маркіна       | Ольга Олександрівна Єршова                    |
| Любов Полехіна      | Ксенія Шураєва                                |
| Павол Мікулік       | землемір Густав Паулс                         |
| Володимир Кашпур    | мужик                                         |
| Костянтин Григор'єв | купець Микола                                 |
| Лариса Саділова     | гімназистка Таня                              |
| Людмила Зайцева     | епізод                                        |
| Михайло Зімін       | піаніст Сергій Іванович                       |
| Зінаїда Наришкіна   | епізод                                        |
| В'ячеслав Невинний  | ряджений Міклексеїч                           |
| Сергій Полежаєв     | великий князь Микола Михайлович               |
| Федір Сухов         | молодий Максим Горький                        |
| Віктор Шульгін      | монах Михайло                                 |

## Знімальна група
- Автор сценарію і режисер: Сергій Герасимов
- Оператор: Сергій Філіппов
- Художник: Олександр Попов
- Композитор: Павло Чекалов
- Директори картини: Аркадій Кушлянський, Віліам Чанкі